# Каван, Анна
Анна Каван (англ. Anna Kavan; урождённая Хелен Эмили Вудс; англ. Helen Emily Woods; 10 апреля 1901 — 5 декабря 1968) — британская писательница и художница.

## Биография
Хелен Вудс родилась во Франции в семье британских подданных. Она была единственным ребёнком в семье обеспеченных, но эмоционально холодных родителей. Хелен воспитывалась няней, с матерью общалась не более десяти минут в день. Детство и юность провела в Европе и США, она также недолго жила в Бирме после замужества. Замужем была дважды, оба брака закончились разводом. Её единственный сын, Брайан, погиб во время Второй мировой войны. Дочь Маргарет, рождённая в браке со Стюартом Эдмондсом (англ. Stuart Edmonds), умерла вскоре после рождения. Пара позднее удочерила девочку, которую назвали Сюзанна.
Первые шесть произведений писательницы были опубликованы под именем Хелен Фергюссон — её настоящей фамилией, полученной в первом браке. Однако позднее она приняла псевдоним по имени героини своей собственной книги 1930 года «Let Me Alone». Сборник рассказов «Asylum Piece» и все последующие произведения были опубликованы под именем Анна Каван.
Большую часть своей взрослой жизни Каван страдала от пристрастия к героину. Своё пристрастие она никогда не скрывала. По одной из версий, передозировка героина и стала причиной смерти писательницы. Этой точки зрения придерживалась и её коллега по литературному цеху Дорис Лессинг. Однако официально признанной причиной является сердечная недостаточность. Известно, что Анна Каван предпринимала несколько попыток самоубийства, в частности, после гибели сына.
Прозу Анны Каван часто называют экспериментальной, авангардной, вижионерской, странной, написанной в духе Франца Кафки. Многие её произведения были опубликованы после того, как сама Анна попала в психиатрическую клинику, где её лечили от нервного срыва, вызванного наркозависимостью, и попытки самоубийства. После выхода из клиники она официально сменила имя на Анна Каван. Все произведения, созданные в поздний период её творчества, отличаются особым психологизмом, лингвисты говорят о созданном ею «языке ноктюрна» (англ. nocturnal language), своеобразной лексике сновидений, наваждений, ментальной нестабильности. Её часто сравнивают с Джуной Барнс, Вирджинией Вулф, Анаис Нин, а также Кафкой. В творчестве Каван был и опыт написания работы в соавторстве. Так, в 1949 году был опубликован роман «The Horse’s Tale» (рус. Конский хвост), соавтором выступил психоаналитик и друг писательницы, Карл Теодор Блит (англ. Karl Theodor Bluth).
Наибольшую известность Анне Каван принёс роман-фантасмагория «Ice» (рус. Лёд, 1967). На написание этой постапокалиптической по жанру книги писательницу вдохновило путешествие в Новую Зеландию, где она провела почти два года во время Второй мировой войны, а также близость Антарктиды с её ледяными, негостеприимными пейзажами. Роман принёс Анне Каван признание критиков, а также премию в области научно-фантастической литературы «Олдиса Брайана» в номинации фантастическая книга года.
В одном из интервью незадолго до смерти Анна Каван призналась: Я уже двадцать лет ничего не чувствую.
Анна Каван умерла 5 декабря 1968 года в своём доме в Кенсингтоне. Многие её работы были опубликованы уже после её смерти, некоторые были отредактированы её другом Рисом Дэвисом (англ. Rhys Davies). Всеми правами на публикацию произведений Анны Каван обладает лондонская адвокатская контора Peter Owen Publishers, которая продолжает переиздавать её работы.
Архив бумаг Анны Каван хранится в Библиотеке Макфарлин Университета Талсы (University of Tulsa), в отделе особых коллекций.
Британский биограф Джереми Рид написал биографию писательницы «Незнакомка на Земле: Жизнь и творчество Анны Каван», в которой даёт детальную оценку жизни и творчества писательницы и утверждает, что, помимо пристрастия к героину, Каван имела связь с собственным психиатром.

### Как Хелен Фергюсон
- A Charmed Circle (1929)
- Let Me Alone (1930)
- The Dark Sisters (1930)
- A Stranger Still (1935)
- Goose Cross (1936)
- Rich Get Rich (1937)

### Как Анна Каван
- Asylum Piece (1940)
- Change The Name (1941)
- I Am Lazarus (1945)
- Sleep Has His House (также публиковался как The House of Sleep) (1948)
- The Horse’s Tale (совместно с K. T. Bluth) (1949)
- A Scarcity of Love (1956)
- Eagle’s Nest (1957)
- A Bright Green Field and Other Stories (1958)
- Who Are You? (1963)
- Ice (1967) / Лёд[4]
- Julia and the Bazooka (1970)
- My Soul in China (1975)
- My Madness: Selected Writings (1990)
- Mercury (1994)
- The Parson (1995)
- Guilty (2007)